# 广教站
广教站是佛山地铁3号线的一个车站，位于中国广东省佛山市顺德区北滘镇广教工业大道与广珠公路交叉口附近。

## 车站结构

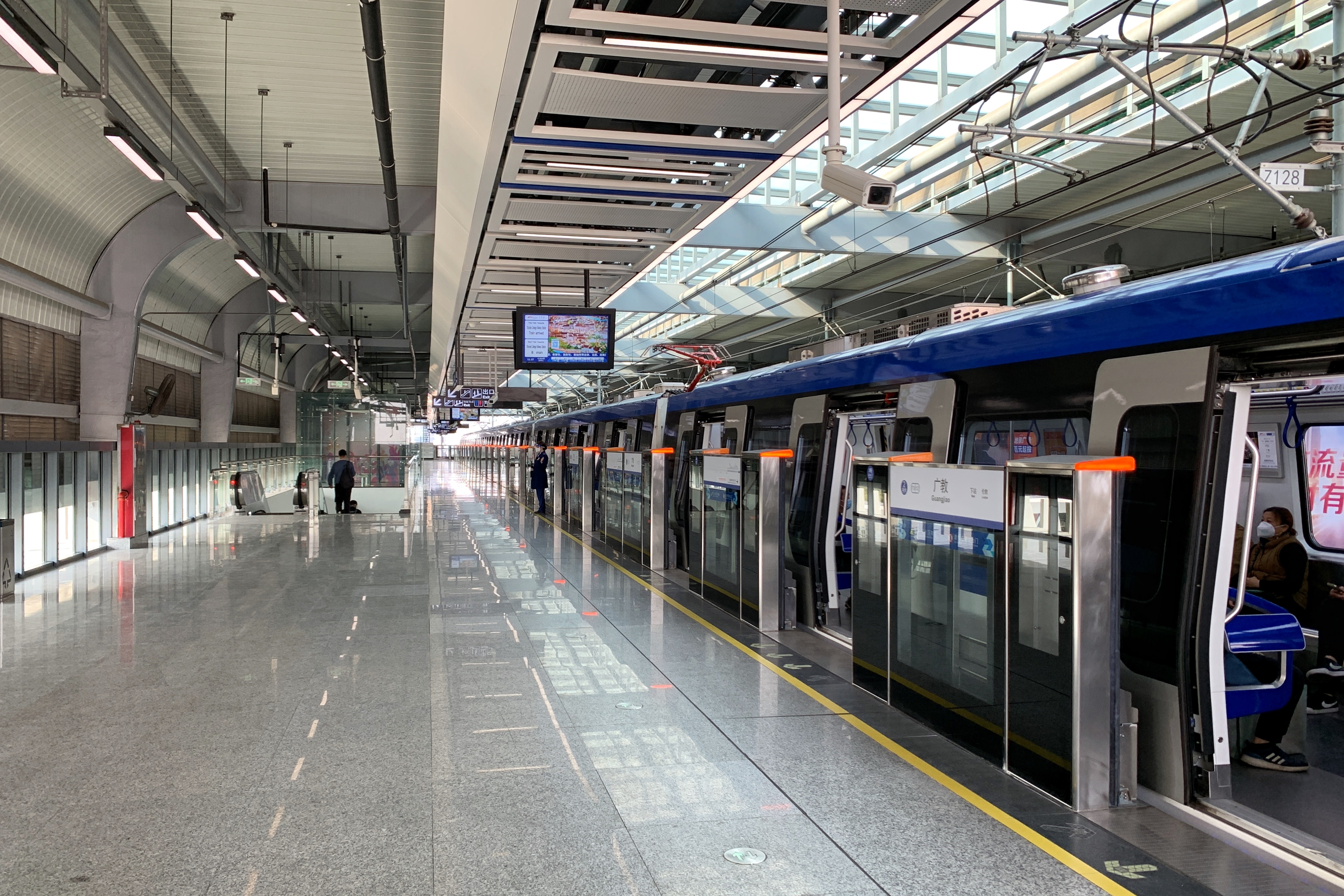
2站台

本站为路侧高架三层侧式车站，地上一层为架空层，地上二层为站厅，地上三层为站台。
| 地上三层 | 侧式站台 | 侧式站台                               | 侧式站台 | 侧式站台 |
|          | 1 站台   | █3号线 中山公园方向 （下站：北滘公园） |          |          |
|          | 2 站台   | █3号线 顺德学院站方向 （下站：伦教）   |          |          |
|          | 侧式站台 |                                        |          |          |
| 地上二层 | 站厅     | 售票機、客服中心、警务室、安检设施     |          |          |
| 地面     | 出入口   |                                        |          |          |

### 站台
本站设有两个侧式站台，位于广珠公路的上空。本站东南侧设有一条单渡线。

### 出入口
本站共有3个出入口（A、B1、B2），分别位于车站西北和东北侧，其中A口兼有天桥功能。
|                                           |                                                       |      |          |                                                   |
| 編號                                      | 设施                                                  | 图像 | 出口指示 | 建議前往的目的地                                  |
| A                                         | 盲道标志 · 无障碍通道标志 · 升降机标志 · 扶手电梯标志 |      | 广珠公路 | 中发东路、美的—海岸花园、广教地铁站公交站（南行） |
| B1                                        | 盲道标志 · 无障碍通道标志 · 升降机标志 · 扶手电梯标志 |      | 广珠公路 | 顺江公园、美的—广夏花园、广教地铁站公交站（北行） |
| B2                                        | 盲道标志 · 无障碍通道标志 · 升降机标志 · 扶手电梯标志 |      | 广珠公路 | 广教工业大道、广教地铁站公交站（北行）            |
| 註： 設有 \| 設有 \| 設有 \| 設有扶手電梯 |                                                       |      |          |                                                   |

## 接驳交通
| 巴士（广教地铁站） \| 编号 \| 编号 \| 线路 \| 线路 \| 线路 \| 收费 \| 备注 \| \| ---- \| ---------- \| ------------ \| ---- \| ------------ \| ----- \| ---- \| \| \| 禅城－顺德 \| 佛山城巴总站 \| ⇆ \| 顺德客运总站 \| 2–9元 \| \| |            |              |      |              |       |      |
| 编号 | 编号       | 线路         | 线路 | 线路         | 收费  | 备注 |
| | 禅城－顺德 | 佛山城巴总站 | ⇆    | 顺德客运总站 | 2–9元 |      |

## 历史
本站在规划、建设期间的名称为“三洪奇站”。车站于2017年4月开始施工。2022年，本站站名定为广教站。
2022年12月28日，本站随3号线开通而启用。